# Parle-leur de batailles, de rois et d'éléphants
Parle-leur de batailles, de rois et d'éléphants est un roman de Mathias Enard publié le 15 août 2010 aux éditions Actes Sud et ayant reçu le prix Goncourt des lycéens la même année.

## Historique
Ce roman est retenu dans la première sélection du Grand prix du roman de l'Académie française et dans la dernière sélection du Prix Goncourt. Il reçoit finalement le Prix Goncourt des lycéens le 9 novembre 2010.

## Résumé
Ce roman imagine le voyage que Michel-Ange aurait pu effectuer en mai 1506 à Constantinople à la demande du sultan Bajazet qui l'invita à délaisser les travaux du tombeau du pape Jules II pour réaliser un projet de pont sur la Corne d'or, bras de mer qui sépare l'Istanbul antique du quartier de Pera, sur le Bosphore.

## Accueil critique
Julie Étienne, pour Le Monde, juge que le roman est « solennel et gracile à la fois [...] même s'il lui arrive de frôler la préciosité, n'évitant pas toujours un lyrisme et un symbolisme un peu empesés. Il est spécialement convaincant dans l'amour du langage et la foi dans le récit qui circulent entre les protagonistes »

## Éditions
- Actes Sud, 2010  (ISBN 978-2-7427-9362-4).
- Actes Sud, coll. « Babel » no 1153, 2013  (ISBN 978-2-330-01506-0).